# Kelso (Washington)
Kelso é uma cidade localizada no estado norte-americano de Washington, no Condado de Cowlitz.

## Demografia
Segundo o censo norte-americano de 2000, a sua população era de 11.895 habitantes.
Em 2006, foi estimada uma população de 12.120, um aumento de 225 (1.9%).

## Geografia
De acordo com o United States Census Bureau tem uma área de
21,6 km², dos quais 20,9 km² cobertos por terra e 0,7 km² cobertos por água. Kelso localiza-se a aproximadamente 20 m acima do nível do mar.

## Localidades na vizinhança
O diagrama seguinte representa as localidades num raio de 8 km ao redor de Kelso.

## Cidades-irmãs
Kelso possui duas cidades-irmãs:
- Kelso, Reino Unido
- Sagara, Japão